# Bojanska cerkev
Bojanska cerkev (bolgarsko Боянска църква, latinizirano: Bojanska cărkva) je srednjeveška bolgarska pravoslavna cerkev v predmestju bolgarske prestolnice Sofije, ki je od leta 1979 na Uneskovem seznamu svetovne kulturne dediščine.
Najstarejše je vzhodno krilo dvonadstropne cerkve, ki je bilo zgrajeno v poznem 10. ali zgodnjem 11. stoletju. V 13. stoletju so v Drugem bolgarskem cesarstvu dozidali srednje krilo. Celotna zgradba je bila dokončana z dozidavo zahodnega krila sredi 19. stoletja. Na stenah cerkve je naslikanih 89 prizorov z 240 človeškimi podobami.

## Zgodovina in arhitektura
Bojanska cerkev je bila zgrajena v treh korakih: v poznem 10. ali zgodnjem 11. stoletju, sredi 13. in sredi 19. stoletja. Najstarejši del (vzhodna cerkev) je majhna enoapsidna križno obokana cerkev z vgrajenimi križnimi nosilci.
Drugi del je prizidan k prvemu. Zgradila sta ga sebastokrator Kalojan in njegova žena Desislava sredi 13. stoletja. Stavba spada v dvonadstropni tip nagrobne cerkve. V spodnjem nadstropju je družinska grobnica s polkrožnim obokom in dvema arkosolijema na severnem in južnem zidu. V zgornjem nadstropju je družinska kapela, slogovno enaka cerkvi. Zunanjost je okrašena s keramičnimi ornamenti.
Najmlajši del je bil zgrajen sredi 19. stoletja z donacijami lokalne skupnosti. Leta 1954 je bila zaradi konzervatorskih in obnovitvenih del zaprta za javnost. Del cerkve je bil ponovno odprt leta 2006.
V cerkvi so vgrajene klimatske naprave, ki vzdržujejo teperaturo 17-18 °C, in razsvetljava, ki seva zelo malo toplote. Skupine obiskovalcev se v cerkvi lahko zadržijo največ 15 minut. Cerkev, katero upravlja bolgarski Narodni zgodovinski muzej, je v celoti odprl za javnost minister za kulturo Stefan Danilov 2. oktobra. 2008.

## Freske
Preko prvega sloja fresk iz 11. in 12. stoletja, od katerih so se ohranili samo fragmenti, je bil leta 1259 naslikan slavni drugi sloj stenskih podob iz leta 1259. Razen njih je v cerkvi tudi nekaj fresk iz 14. in 16.-17. stoletja in leta 1882. Freske so v letih 1912-1915 očistili in restavrirali avstrijski in bolgarski strokovnjaki. Freske so ponovno restavrirali leta 1934 in 1944. 
Cerkev je slavna predvsem zaradi fresk iz leta 1259, ki so eden od najbolj popolnih in dobro ohranjenih spomenikov srednjeveške umetnosti na Balkanu. V pokritem preddverju cerkve je osemnajst prizorov iz življenja svetega Nikolaja. Slikar je nekatere prizore nekoliko posodobil. V Čudežu na morju, na primer, so ladje in pokrivala mornarjev beneški. Med najbolj impresivne in kot žive freske spadajo portreti cerkvenih dobrotnikov  – sebastokratorja Kalojana in njegove žene Desislave in bolgarskega carja Konstantina Tiha in carice Irene. Vsi omenjeni portreti so na severni steni cerkve.
- Sveti Nikolaj
- Cerkvena pokroviteljica Desislava
- Ladja
- Konstantin Tih Bolgarski in Irena Nicejska
- Pantokrator
- Kristus v templju

### Prva plast
Prva plast fresk, ki je prvotno prekrivala celotno vzhodno cerkev, je iz 11.–12. Fragmenti teh fresk so ohranjeni v spodnjih delih apside in severne stene ter v zgornjem delu zahodne stene in južnega oboka.

### Drugi sloj
Po donatorskem napisu na severni steni drugega oddelka je druga plast fresk iz leta 1259. Te freske je preko prejšnje plasti naslikala skupina neznanih umetnikov, ki so po naročilu sebastokratora Kalojana okrasili tudi obe nadstropji stavbe.
Svetovno slavo Bojanska cerkev dolguje predvsem freskam iz leta 1259, ki prikazujejo izjemne dosežke srednjeveške bolgarske kulture. Večina od več kot 240 tukaj upodobljenih figur izkazuje individualnost, izjemen psihološki vpogled in vitalnost. Freske sledijo kanonu ikonopisja, ki ga je določil sedmi ekumenski koncil leta 787 v Nikeji.
Freske v najstarejšem delu cerkve vključujejo veličastno predstavitev Kristusa Pantokratorja v kupoli. Spodnji boben prikazuje množico angelov s štirimi evangelisti – Matejem, Markom, Lukežem in Janezom – upodobljenimi v visečih okvirjih. Štiri podobe Kristusa krasijo stene lokov: Kristus Emanuel, Kristus, Bog davnih dni in aheiropoetična (»narejena brez rok«) Sveti Mandilion in Sveti Tile. Sledijo prizori iz velikih praznikov in Kristusov pasijon. Med celopostavnimi upodobitvami svetnikov v prvem redu je deset svetnikov bojevnikov. V oltarni školjki je upodobljena Devica na prestolu, obkrožena z nadangeli. Spodaj so štirje cerkveni očetje: sveti Gregor Teolog, Bazilij Veliki, Janez Zlatousti in patriarh German. Freske ob oltarju prikazujejo diakone Lovrenca, Evplija in Štefana ter sv. Nikolaja, zavetnika pritličja cerkve – enega najbolj priljubljenih svetnikov ter zavetnika mornarjev, trgovcev in bankirjev.
V narteksu (drugi del cerkve) je v 18 prizorih upodobljeno življenje sv. Nikolaja. Neznani umetniki so v te prizore vključili elemente sodobnega življenja, številne figure pa so precej realistične – predvsem njihovi obrazi. Luneta nad vhodom v narteks prikazuje Devico z otrokom, sv. Ano in sv. Joahima ter Jezusa, ki blagoslavlja. V nižjih nivojih na stenah so upodobljeni sv. Katarina, sv. Marina, sv. Teodor Studit in sv. Pahomij. V južnem arkozoliju je prizor Kristusov spor z zdravniki, v severnem pa Marijino darovanje. V narteksu sta predstavljena tudi dva zelo čaščena bolgarska svetnika – sv. Ivan Rilski (najstarejša ohranjena upodobitev svetnika) in sv. Paraskeva (Petka). Med upodobljenimi menihi se pojavi puščavnik Efrem Sirski. Izraziti realistični portreti donatorjev sebastokratorja Kalojana in njegove žene Desislave ter bolgarskega carja Konstantina Asena Tiha in carice Irine – naslikani z natančnostjo, izrednim znanjem in občutkom – spadajo med najstarejše portrete bolgarske zgodovine.

### Avtorstvo fresk na drugem sloju
Freske je naslikala skupina neznanih slikarjev s skupnim imenom Bojanski mojster iz trnovske slikarske šole. So edina v celoti ohranjena mojstrovina te slikarske šole iz 13. stoletja. Mnogo vodilnim sodobnih strokovnjakov meni, da so imele svetovno znane freske v Bojanski cerkvi pomembno vlogo v razvoju srednjeveškega bolgarskega in evropskega slikarstva.
Med restavratorskimi deli leta 2006-2008 so odkrili ime, ki bi lahko bilo avtorjevo. Direktor Narodnega zgodovinskega muzeja Božidar Dimitrov je po odkritju izjavil: »Restavratorska dela so pod slojem malte na eni od cerkvenih sten razkrila redek napis 'Jaz, Vasilij, sem napisal'. Bojanski mojster iz 13. stoletja je bil edini slikar med kralji in plemstvom, katerih imena so se redno omenjala med cerkvenimi pridigam,« restavrator Grigorij Grigorov pa: »Krščanska pravoslavna vera prepoveduje slikarju, da bi se dokazoval, ker je v očeh duhovnikov bog tisti, ki je vodil njegovo roko. Slikar je vseeno napisal svoje ime v prepričanju, da ga verniki ne bodo mogli videti.« Drugi arheologi in zgodovinarji so manj prepričani, da je napis slikarjev, ker bi ga lahko napisal tudi kateri od njegovih pomočnikov.

### Kasnejše freske
V nekaterih delih cerkve so bile preko starih fresk naslikane nove, ki so se večinoma ohranile. Na njih so, med drugim, Obdaritev Device iz 14. stoletja, portret svetega Nikolaja iz 16.-17. stoletja in portreta zavetnikov Bojanske cerkve, svetega Nikolaja in svetega Pantelejmona, iz leta 1882.

## Ktitorjev (donatorjev) napis
Napis cerkvenega patrona iz leta 1259, napisan v srednji bolgarščini, se bere:
| “ | +взъдвиже сѧ ѽ земѧ и създа сѧ прѣчисты хра мъ ст҃аго иерарха х҃ва николы ст҃аго и великѡ славнагѡ мѫченика хв҃а пантелеимѡна тече ниемъ и трѹдомъ и любовиаѧ многоаѫ калѡ ѣнѣ севастократора братѹчѧди цр҃ва внѹкъ ст҃а стефана кралѣ србьскаго написа же сѧ при цр҃ вство блгарское при благовѣрнем и бг҃очь стивѣмъ и хр҃столюбивѣмъ цр҃и костан динѣ асѣна едикто з҃ в лѣто .ѕ҃.ѱ.ѯ҃з҃ | ” |

| “ | Ta brezmadežni tempelj svetega hierarha Nikolaja in mučenca Pantelejmona je zrasel od tal in bil zgrajen s sredstvi, skrbjo in veliko ljubeznijo Kalojana, sebastokratorja, carjevega bratranca, vnuka svetega Štefana, kralja Srbije, in urejen v Bolgarskem cesarstvu med vladavino pobožnega in predanega carja Konstantina Asena. 7. razglas leta 6767 [1259]. | ” |